# Río Búbal
El río Búbal es un río situado en el noroeste de la península ibérica, Galicia, España. Nace en San Cristóbal de Cea y Vilamarín, en el Norte de la provincia de Orense. Es el noveno afluente del río Miño por su margen derecha (considerado desde su nacimiento).
Se trata de un río de montaña, con un curso relativamente rápido y estrecho, cuya principal alteración humana es la moderna piscina natural de la localidad de Los Peares y el antiguo molino, aprovechando sus aguas, también en dicha localidad.
Perteneciente al llamado Curso Alto del Río Miño, declarado Reserva de la biosfera por la Unesco en 2002.